# Comté de Wimmera Ouest
Le comté de Wimmera Ouest est une zone d'administration locale dans l'ouest du Victoria en Australie.
Il résulte de la fusion en 1995 de l'ancien comté de Kaniva et de portions des comtés de Kowree, Arapiles et Glenelg.
Le comté comprend les villes de Edenhope et Kaniva.

## Référence
- Statistiques sur le comté de Wimmera Ouest